# Oberea pontianakensis
Oberea pontianakensis là một loài bọ cánh cứng trong họ Cerambycidae.